# Eunuchus
Eunuchus (en español, El eunuco) es una comedia escrita en latín por Publio Terencio Africano, dramaturgo romano del s. II a. C. Se inspira en dos comedias de Menandro, el Eunuchus (el eunuco) y el Colax (el adulador).

## Datación de la obra
La fecha del estreno de esta obra ha generado una enorme discusión, ya que, a pesar de que disponemos de una didascalia, que debería dar respuesta al debate, el texto de dicha didascalia varía según la fuente manuscrita que se consulte. De esta manera, si consultamos los manuscritos de la recensión caliopea, veremos que la obra se representó siendo cónsules M. Valerio, C. Mummio Fannio coss., dato que constituye en sí mismo una incongruencia, ya que no pudo haber tres cónsules a la vez. Por otra parte, según esta misma tradición manuscrita, y también según el Commentum de Donato, la obra se representó durante los Ludi Megalenses, siendo ediles L. Postumius Albinus y L. Cornelius Merula, mientras que otras fuentes, como el 'Codex Bembinus señalan que se representó durante los Ludi Romani, siendo ediles M. Iunius y L. Iulius.
Todo parece indicar que la tradición ha confundido las fechas de dos representaciones diferentes. De los tres cónsules mencionados por la tradición calipea, dos de ellos, Valerio y Fannio, ocuparon la magistratura en el 161 a. C., año en el que, por otra parte, sabemos que fueron ediles L. Postumio Albino y L. Cornelio Merula. Podemos concluir, por tanto, que la obra fue representada por primera vez en el 161 a. C., durante los Ludi Megalenses, es decir, en el mes de abril. Por otra parte, si atendemos a los otros datos transmitidos por los manuscritos de la tradición caliopea y aceptamos identificar a Mummio con el cónsul Mummio Achaico, podremos añadir que la obra fue respuesta tiempo después, en el 146 a. C., año del consulado de este Mummio, durante los Ludi Romani, esto es, en el mes de septiembre.
De esta manera, El eunuco sería la cuarta obra terenciana, lo cual genera, no obstante, un problema, ya que la didascalia la señala como su segundo trabajo.

## Personajes
- Fedria, joven
- Parmenón, esclavo de Fedria
- Tais, meretriz
- Gnatón, parásito de Trasón
- Querea, joven, hermano de Fedria
- Trasón, militar
- Pitias, criada de Tais
- Cremes, joven, hermano de Pánfila
- Antifón, joven
- Dorias, criada de Tais
- Doro, eunuco
- Sanga, esclavo de Trasón
- Sofrona, nodriza
- Anciano, padre de Fedria y de Querea[1]

## Localización
El original latino no indica dónde se localiza la acción pero, gracias a los diálogos, es fácil deducir la ubicación: la trama se desarrollaría en una calle de Atenas, entre las casas de Fedria y Querea (a la izquierda), la de Tais (en el centro) y la de Trasón (a la derecha).

## Argumento
La obra comienza con un prólogo en el que Terencio se defiende de las críticas recibidas por plagio y falta de originalidad. Dejando a un lado el prólogo y centrándonos propiamente en la trama, debemos señalar que la protagonista de la obra es Tais, una joven cortesana de la que están enamorados dos personajes, un joven de nombre Fedria y un militar llamado Trasón. El primero le regala a Tais un eunuco feo y viejo, mientras que el segundo le ofrece una bella esclava de dieciséis años, Pánfila.
Querea, el hermano de Fedria, se enamora de Pánfila y, haciéndose pasar por el viejo eunuco, se introduce subrepticiamente en casa de Tais, para abusar de ella. Posteriormente, Querea le contará a Antifón lo que ha hecho con Pánfila y cómo se ha aprovechado de su sueño para violarla, en lo que constituye una de las páginas más eróticas del teatro latino. El caso es especialmente grave, por cuanto Pánfila no es una esclava, sino una muchacha libre a la que Tais piensa devolver a sus padres. Sin embargo, como es habitual en el género, al final todo se solucionará y se llegará a un desenlace feliz, gracias a la boda de Querea con Pánfila. Mientras tanto, Tais se reconciliará con Fedria.

## Recepción de la obra
Nos encontramos no sólo ante la obra de mayor éxito de Terencio, sino también ante el trabajo que más dinero le reportó. Según nos informa la Vita Terenti, fue representada dos veces en un mismo día (bis <uno> die acta) y el autor recibió por ella ocho mil sestercios. Por su parte, Donato nos dice que la pieza fue vendida en una segunda ocasión, como si se tratase de una comedia nueva, y añade que sus cantica se ejecutaron con gran frecuencia, sacados del contexto de la comedia. Además, es la comedia terenciana que más veces aparece citada en autores de la Antigüedad: así, sus versos aparecen citados en autores tan dispares como Cicerón, Horacio, Quintiliano o San Agustín. Normalmente, suele decirse que conoció tanto éxito quizás precisamente por ser la menos terenciana de las comedias de este autor. En efecto, si suele decirse que los Captivi es la más terenciana de las comedias de Plauto, la pieza que aquí nos ocupa, El eunuco es la más «plautina» de las comedias de Terencio. En ella, el dramaturgo renuncia parcialmente al tono serio, reflexivo y culto que caracteriza a la mayor parte de su producción, y adopta un aire más festivo y popular, mucho más en la línea de lo que solemos ver en Plauto.
En el Renacimiento italiano, Dante alude a la Tais de Terencio en el  Canto XVIII del Infierno, en los versos 127-136. Tiempo después, la obra de Terencio servirá de fuente de inspiración para L'Eunuque de Jean de La Fontaine (1654), Le Muet de Brueys y Palaprat (1691), y L'Eunuque de Michel Carré (1845).
Finalmente, la crítica contemporánea también la considera como una de las obras más divertidas y más conseguidas de Terencio. Además, alaba el retrato que hace de los personajes y la profundidad psicológica con que los dota: Tais, el personaje en torno al cual gira la comedia, es una cortesana delicada, dotada de una humanidad y una generosidad poco comunes en este género; por su parte, Fedria muestra una personalidad indecisa y compleja, rica en facetas.

## Adaptaciones
La obra ha sido representada en el Festival de Mérida en 1998, con versión de José Luis Alonso de Santos e interpretada por Andoni Ferreño, Isabel Serrano, Enrique Simón, Fernando Chinarro y Ángel Pardo.
Sobre el mismo escenario, 16 años después, se puso en escena la adaptación de Jordi Sánchez y Pep Antón Gómez, que luego pasaría al Teatro La Latina de Madrid. Interpretada por los actores Alejo Sauras (en el personaje principal), Pepón Nieto, Anabel Alonso (luego sustituida por Soledad Mallol), Antonio Pagudo, Jorge Calvo y Marta Fernández Muro.